# Сигізмунд Сарнецький
Зигмунт Сарнецкі (20 листопада 1837 Холюдкі, Поділля — 9 січня 1922 року, Краків) — польський драматург, письменник і театральний діяч, перекладач, театральний критик і журналіст; протягом свого життя жив спочатку в Україні, потім у Німеччині й Австро-Угорщині. Низку своїх творів написав під псевдонімами — Orgon, W. Ślepowron і іншими.
Сарнецкі — син капітана наполеонівської армії. З дитинства говорив двома мовами. У 10-річному віці вступив до приватної школи для дітей знаті в Одесі. Потім навчався у реальній гімназії у Варшаві (в 1852—1858 роках). У 19-річному віці почав співпрацювати з виданням «Gazetą Codzienną», у 1859 році від її редакції вирушив у подорож по Франції й Італії. У Парижі відвідував лекції з літератури й історії у Сорбонні. Після повернення додому у 1862 році одружився з Вандою Доліньською, шлюб з якою приніс йому маєток Бихава, де він оселився. Після втрати Бихави через борги в 1869 році спільно з Юзефом Текслем заснував у Любліні театр, директором якого він був з 2 травня по 22 липня 1872 року. Потім орендував польський театр у Познані (в 1872—1873 роках), де поставив близько 70 прем'єр. У 1877 році заснував у Варшаві газету «Echo». З 1888 року видавав у Кракові, куди переїхав, ілюстрований журнал «Swiat». Помер у будинку для людей похилого віку у Кракові (вже в незалежній Польщі), похований у цьому ж місті на Раковицькому цвинтарі.
Перші драматичні твори його авторства — «Zemsa pam hrabiny», «Febris aurea» «Kalecy», «Bezinteresowni» — згідно ЕСБЄ, носили "на собі сліди сильного впливу новітньої франц. комедії ". Пізніші твори: «Dworacy niedoli» (1876), «Urocze oczy» (1893), «Harde duszy» (переробка повісті Ожешко «Bene nati», (1895) і «Szklanna góra» (1897); в останньому зазначалося ймовірне наслідування Гауптмана. Згідно з оцінкою ЕСБЄ, «драматичні твори Сарнецкі сценічні і не позбавлені літературних переваг, та дійові особи висловлюються абсолютно однаковою мовою і не мають яскравої індивідуальної забарвленості». Окрім того, його авторству належить низка оповідань, які вийшли збірками: «Róźni ludzle» (Краків, 1883), «Owale i profile» (Львів, 1884), «Nowele» (Варшава, 1888); окремо видані повісті: «Złote serce» (Краків, 1885), «Na ruinach» (1890), «Czwarta dusza» (1914). Крім того, написав працю з історії французької літератури і переклав з французької низку п'єс сучасних йому французьких драматургів і двох комедій Мольєра.